# Ty Consiglio
Ty Consiglio (Vancouver, 2 de abril de 2002), por vezes creditado como Ty Nicolas Consiglio, é um ator canadense.

## Vida e carreira

### Primeiros anos e educação
Ty Consiglio nasceu no hospital St. Paul em Vancouver. Cresceu em Kelowna (Colúmbia Britânica), onde frequentou a escola primária e estudou artes cênicas no Kelowna Actors Studio. Quando cursava a oitava série, retornou à sua cidade natal, onde está morando com a família desde então. Começou a atuar aos oito anos em uma companhia de teatro local canadense, participando de vários musicais entre 2010 e 2015. Estudou atuação na Vancouver Young Actors School e, a partir de 2015, iniciou sua carreira na televisão e no cinema dos Estados Unidos, aparecendo inicialmente em programas como iZombie, Frequency e o esportivo Fox NFL Sunday, com Rob Riggle.

### Carreira posterior
Em 2016, ele apareceu no curta-metragem Trout e, em 2017, participou de seus dois primeiros longas-metragens de maior destaque: o drama Wonder, que marcou seu primeiro papel em um longa live-action, e a versão cinematográfica de Woody Woodpecker. No ano seguinte, apareceu no filme lançado diretamente em vídeo Aliens Ate My Homework. Em 2019, fez parte do elenco principal da refilmagem de Child's Play, no papel de Pugg, um dos amigos do protagonista Andy Barclay. Também interpretou um personagem recorrente em Fast Layne, uma minissérie de oito episódios exibida pelo Disney Channel. Em 2020, estrelou o filme infantil de ficção científica Aliens Stole My Body e interpretou Curtis Critter em A Babysitter's Guide to Monster Hunting, uma comédia de terror familiar distribuída pela Netflix.

### Prêmios e indicações
Consiglio venceu em 2016 o Joey Award, um prêmio concedido anualmente a jovens artistas canadenses do cinema e da televisão, na categoria de melhor ator, por seu trabalho no curta Trout. Por Aliens Ate My Homework venceu em 2019 um Young Artist Award, compartilhado com o elenco jovem do filme.

## Filmografia

### Cinema
| Ano  | Título                 | Papel               | Notas                | Ref.   |
| ---- | ---------------------- | ------------------- | -------------------- | ------ |
| 2016 | Trout                  | Val                 | Curta-metragem       | [ 6 ]  |
| 2017 | Woody Woodpecker       | John                |                      | [ 8 ]  |
| 2017 | Wonder                 | Amos                |                      | [ 7 ]  |
| 2018 | Aliens Ate My Homework | Billy Becker / B'kr | Diretamente em vídeo | [ 15 ] |
| 2019 | Child's Play           | Pugg                |                      | [ 10 ] |
| 2019 | 37-Teen                | Adam jovem          |                      | [ 16 ] |
| 2020 | Aliens Stole My Body   | Billy Becker / B'kr |                      | [ 12 ] |

### Televisão
| Ano  | Título                                  | Papel                 | Notas                                             | Ref.   |
| ---- | --------------------------------------- | --------------------- | ------------------------------------------------- | ------ |
| 2015 | iZombie                                 | Mama's Boy            | Episódio: "Even Cowgirls Get the Black and Blues" | [ 2 ]  |
| 2015 | Fox NFL Sunday                          | Garoto de Kansas City | Concurso de televisão                             | [ 2 ]  |
| 2016 | Frequency                               | Gordo jovem           | 3 episódios                                       | [ 17 ] |
| 2017 | Escape from Mr. Lemoncello's Library    | Charles Chiltington   | Telefilme                                         | [ 3 ]  |
| 2018 | Arrow                                   | Donnie                | Episódio: "We Fall"                               | [ 18 ] |
| 2019 | Fast Layne                              | Jasper                | 8 episódios                                       | [ 11 ] |
| 2020 | A Babysitter's Guide to Monster Hunting | Curtis Critter        | Filme da Netflix                                  | [ 19 ] |